# フェイェール核

いくつかのフェイェール核を描いたもの

数学におけるフェイェール核（フェイェールかく、英: Fejér kernel）は、フーリエ級数に対するチェザロ和を閉じた式で与えるのに用いられる。フェイェール核は非負積分核からなる列であり、その全体は近似単位元を生じる。名称は、ハンガリーの数学者リポート・フェイェール (1880–1959) に因む。

## 定義
n-番目のフェイェール核 Fn は 
{\displaystyle F_{n}(x)={\frac {1}{n}}\sum _{k=0}^{n-1}D_{k}(x)}
で定義される。ただし、
{\displaystyle D_{k}(x)=\sum _{s=-k}^{k}e^{isx}}
は k-番目のディリクレ核である。これはまた閉じた形で
{\displaystyle F_{n}(x)={\frac {1}{n}}\left({\frac {\sin {\frac {nx}{2}}}{\sin {\frac {x}{2}}}}\right)^{2}}
と（式が定義できる範囲で）書くこともできる。

## 性質
フェイェール核の重要な性質は、函数としての正値性 Fn ≥ 0 および、畳み込み作用素 Fn の汎函数としての正値性、すなわち周期 2π の正値函数 f ≥ 0 に対し
{\displaystyle 0\leq (f*F_{n})(x)={\frac {1}{2\pi }}\int _{-\pi }^{\pi }f(y)F_{n}(x-y)\,dy}
が成立すること、さらに畳み込みに対する近似単位元を与えること、すなわち
{\displaystyle f*F_{n}\to f}
が満たされることである（f は連続、または Lp([−π, π]) に属す任意の函数）。これはヤングの不等式から、0 ≤ p ≤ ∞ なるとき f ∈ Lp([−π, π]) に対して
{\displaystyle \|F_{n}*f\|_{L^{p}([-\pi ,\pi ])}\leq \|f\|_{L^{p}([-\pi ,\pi ])}}
が満たされることからでる。f が連続であるときも同様の評価が得られ、実際に f が連続ならば収斂は一様である。